# Raupe (Skulptur)

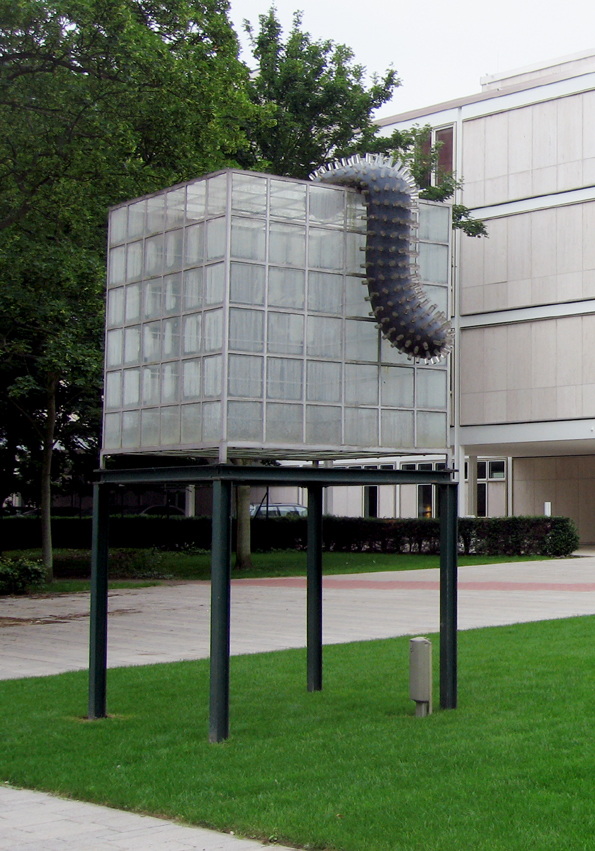
Skulptur "Raupe"

Raupe ist eine Lichtskulptur in Bremen. Sie steht in Bremen-Mitte am Präsident-Kennedy-Platz beim Staatsarchiv Bremen und wird in der Liste der Denkmale und Standbilder der Stadt Bremen geführt.
Das Werk wird der Pop-Art zugerechnet und entstand 1974 während der 1. öffentlichen Bildhaueraktion.
Die Skulptur aus Acrylglas, Polyester und Schaumstoff auf einem Stahlpodest stammt vom Bildhauer Bernd Uiberall. An einem großen Würfel aus Plexiglas hängt eine Raupe, „die in ihrer Gestaltung durch die vielen angedeuteten Härchen sehr echt“ wirkt. Abends wird das Kunstwerk illuminiert.